# Rhamdia zongolicensis
Rhamdia zongolicensis é uma espécie de peixe da família Pimelodidae.
É endémica do México.